# 新科學人
《新科学人》（或作《新科学家》）是一份国际性科学杂志，由汤姆·玛格里森，麦克斯·瑞珍与尼古拉斯·哈里森创刊于1956年。每周发刊一次。并于1996年设立网络版，每日发布科学新闻。它并不是同行评审的科学期刊，不过仍广为科学和非科学领域的人士阅读，以接轨非专门或有兴趣领域的最新发展。